# Kerk van Pakistan
De Kerk van Pakistan is een verenigd protestants-christelijk kerkverband in Pakistan. Dit kerkgenootschap maakt deel uit van de Anglicaanse Gemeenschap.

## Ontstaan
Het kerkverband is ontstaan in 1970 als een samenvoeging van Anglicanen, Schotse Presbyterianen (Kerk van Schotland), United Methodists en Lutheranen. Het is het enige kerkverband in Zuid-Azië waarin de Lutheranen vertegenwoordigd zijn. Hoewel verenigd, zijn het de Angicaanse theologie en uitstraling die de boventoon voeren. Dit komt omdat vanaf het begin  het aantal Anglicaanse gelovigen binnen de gemeenschap met 800.000 het grootste was.
De Church of Pakistan heeft twee theologische seminaries:
- Gujranwala Theological Seminary
- St Thomas' Theological College, Karachi

## Organisatie
Het kerkgenootschap heeft een episcopale organisatie. Dit betekent dat het gebied opgedeeld is in dioceses. Aan het hoofd van ieder bisdom staat als primaat een bisschop. Aan het hoofd van de kerk staat geen aartsbisschop maar de Moderator of the Church of Pakistan. Dit is momenteel Samuel Robert Azariah de bisschop van Raiwind. Op 19 december 2000 werd voor het eerst een vrouwelijke diaken gewijd.

### Lijst van dioceses
- Faisalabad
- Hyderabad
- Karachi
- Lahore
- Multan
- Pesjawar
- Raiwind
- Sialkot (lid van de World Communion of Reformed Churches)

## Christenminderheid
De meeste christenen in Pakistan zijn nakomelingen van dalits en behoren tot de arme onderlaag van de samenleving. Het totaal aantal protestantse christenen in Pakistan is met ca. 3.000.000 aanzienlijk, maar op de totale bevolking van 193.238.868 is dit slechts 1,5%. De overgrote meerderheid is moslim. Ondanks de aanwezigheid van een officiële instantie als de Church of Pakistan, is de christenminderheid in Pakistan op lokaal niveau vaak het slachtoffer van onderdrukking. De Church of Pakistan zet zich daarom niet alleen in voor religieuze en spirituele zaken, maar ook voor sociale en economische behoeften van de gelovigen.

## Aanslagen op kerken in Pakistan

### 2001
- 28 oktober – In Bahawalpur vallen 18 doden nadat het vuur wordt geopend door zes mannen op een kerk. Onder de doden is een politieman die de kerk bewaakte.[2]

### 2002
- 17 maart – In Islamabad vindt een granaataanval plaats op een kerk. Er vallen vijf doden, waaronder twee Amerikaanse vrouwen.[3]
- 25 december – In de plaats Daska wordt een kerk tijdens een kerstdienst overvallen. Drie vrouwen worden gedood, 14 worden verwond.[4]

### 2005
- 27 maart – Tijdens een paasviering in de stad Khambay wordt een kerk beschoten. Er valt 1 dode en er zijn 6 gewonden.[5]

### 2010
- 15 juli – In de stad Sukkur wordt een kerk aangevallen. Er vallen vijf doden.[6]

### 2011
- 28 maart – In Hyderabad wordt een pinksterkerk aangevallen. Er vallen twee doden.[7]

### 2012
- 25 december – Een kerk in Iqbal, een voorstad van Islamabad wordt tijdens een kerstdienst aangevallen door extremisten  met automatische geweren, pistolen en stokken. Zeker twaalf mensen raakten daarbij gewond.[8]

### 2013
- 9 maart – De christelijk wijk van Lahore wordt geplunderd nadat een christen de profeet Mohammed zou hebben beledigd. Zeker 100 tot 160 huizen en twee kerken werden in brand gestoken.[9][10]
- 22 september - Bij een dubbele bomaanslag op de Allerheiligenkerk in de stad Peshawar in Pakistan vallen zeker 78 doden.

### 2015
- 15 maart - Veertien doden bij een dubbele bomaanslag op kerken in Lahore.[11]